# 广西马蓝
广西马蓝（学名：Pteracanthus guangxiensis），为爵床科马蓝属下的一个植物种。多年生草本植物，茎高约1米，花冠紫色。分布于中国广西柳江。其种加词“guangxiensis”意为“广西的”。
现接受名为广西马蓝（Strobilanthes guangxiensis S.Z.Huang, 1986）。